# تاموتسو سوزوكي
تاموتسو سوزوكي (鈴木 保) (ولد 29 أبريل 1947) هو لاعب كرة قدم ياباني سابق ومدرب، شارك كمدرب في كأس العالم للسيدات 1991 وكأس العالم للسيدات 1995 والألعاب الأولمبية الصيفية 1996.

## وصلات خارجية
- تاموتسو سوزوكي على موقع الاتحاد الدولي (مؤرشف)  (الإنجليزية)
- تاموتسو سوزوكي على موقع Soccerway.com (الإنجليزية)
- تاموتسو سوزوكي على موقع عالم كرة القدم.نت (الإنجليزية)
- تاموتسو سوزوكي على موقع أوليمبيديا (الإنجليزية)